# Тамана (атолл)
Тамана (англ. Tamana) — атолл из одного моту в южной части островов Гилберта в Тихом океане. Расположен в 70 км к юго-востоку от атолла Онотоа и в 86 км к северо-западу от атолла Арораэ. В отличие остальных островов Кирибати, у данного атолла отсутствует лагуна.
На севере атолла есть взлётно-посадочная полоса.

## Население
| № | Поселение | Английское название | Население, чел. (2010) |
| - | --------- | ------------------- | ---------------------- |
| 1 | Баребука  | Barebuka            | 269                    |
| 2 | Бакака    | Bakaka              | 405                    |
| 3 | Бакарава  | Bakarawa            | 277                    |
|   | Всего     | Total               | 951                    |

## Известные уроженцы
- Уриум Тамуэра Иотэба (1910—1988) — политик и композитор республики Кирибати, автор слов и музыки государственного гимна Кирибати.